# For Lack of a Better Name
For Lack of a Better Name è il quarto album in studio realizzato dal disc jockey e produttore discografico canadese deadmau5.

## Descrizione
L'album contiene due dei più grandi successi di Zimmerman, Ghosts 'n' Stuff e Strobe. Zimmerman ha vinto agli International Dance Music Awards la categoria Miglior Traccia Electro per il singolo Ghosts 'n' Stuff, e ricevuto due nomination per Miglior Video per il singolo Ghosts 'n' Stuff e Miglior Traccia Progressive per il singolo Strobe; mentre ai Juno Awards ha vinto la categoria Registrazione Dance dell'Anno.
Nel novembre 2023, dopo che Zimmerman ha acquisito pienamente i diritti dell'album, lo fa stampare per la prima volta nel formato vinile.

## Tracce
Musiche di Joel Zimmerman.
1. FML
2. Moar Ghosts 'n' Stuff
3. Ghosts 'n' Stuff (con Rob Swire) (Testo: Robert Swire-Thompson)
4. Hi Friend! (con MC Flipside) (Testo: Natale Pizzonia)
5. Bot
6. Word Problems
7. Soma
8. Lack of a Better Name
9. The 16th Hour
10. Strobe

### Amazon MP3 Bonus Track
1. Ghosts 'n' Stuff (con Rob Swire) [Sub Focus Remix]

### iTunes Bonus Track
1. Ghosts 'n' Stuff (con Rob Swire) [Nero Remix]

## Nella cultura di massa
Ghosts 'n' Stuff è stata inclusa nella promo dell'edizione canadese del videogioco So You Think You Can Dance? nel 2010 e nel videogioco del 2020 gioco Fuser.
Le canzoni FML e Hi Friend! sono presenti in un episodio di Gossip Girl in cui deadmau5 è apparso nei panni di se stesso. Strobe così come il brano Cthulhu Sleeps dal suo album 4×4=12 sono apparsi anche in un episodio di Epic Meal Time, in cui recitava anche deadmau5.

## Classifiche
| Classifica (2009) | Posizione massima |
| ----------------- | ----------------- |
| Canada            | 62                |
| Australia         | 49                |
| Irlanda           | 37                |
| Regno Unito       | 19                |
| Stati Uniti       | 11                |